# Puchar Polski w piłce nożnej kobiet (2020/2021)
Puchar Polski w piłce nożnej kobiet 2020/2021 – 37. edycja rozgrywek o piłkarski Puchar Polski kobiet, zorganizowana przez Polski Związek Piłki Nożnej na przełomie 2020 i 2021 roku. Trofeum zdobyli Czarni Sosnowiec, pokonując 1:0 w meczu finałowym na Stadionie Polonii w Warszawie UKS SMS Łódź.

## Wyniki

### 1/32 finału
| 3 listopada 2020 13.00 CET | Górnik II Łęczna | 0:20:0 | UKS SMS II Łódź · Dominika Sikora 57' (sam.) · Agnieszka Glinka 78' |  |
|                            |                  |        |                                                                     |  |

| 3 listopada 2020 13.00 CET | LZS Stare Oborzyska · Wiktoria Szymankiewicz 16' · Laura Czudzińska 59' · Dominika Krzyżańska 64' | 3:11:1 | Bielawianka Bielawa · Zuzanna Kruk 25' |  |
|                            |                                                                                                   |        |                                        |  |

| 3 listopada 2020 19.00 CET | Widok Lublin | 0:2 | Resovia · Aleksandra Ząbek 9' · Wioletta Florek 20' |  |
|                            |              |     |                                                     |  |

| 4 listopada 2020 11.00 CET | TKKF Stilon Gorzów Wielkopolski · Natalia Poznańska 56', 69', 85', 88' · Paula Michalska 73' · Justyna Janiszewska 81' | 6:10:0 | Włókniarz Białystok · Anastazja Kachnowicz 71' |  |
|                            | |        |                                                |  |

| 4 listopada 2020 11.00 CET | Pogoń II Tczew | 0:50:4 | Czarni II Sosnowiec · Natalia Niemaszyk 10' (sam.) · Klaudia Tobiczyk 14', 17' · Paulina Czechowska 28' · Daria Długołęcka 58' |  |
|                            |                |        | |  |

| 4 listopada 2020 12.00 CET | Stomilanki Olsztyn | 0:20:1 | Rekord Bielsko-Biała · Katarzyna Moskała 37' · Magdalena Knysak 85' (k.) |  |
|                            |                    |        |                                                                          |  |

| 4 listopada 2020 12.00 CET | KSP Kielce · Monika Czerwiak 79' · Małgorzata Potocka 90' | 2:00:0 | GSS Grodzisk Wielkopolski |  |
|                            |                                                           |        |                           |  |

| 4 listopada 2020 12.00 CET | Resovia II | 0:40:3 | Czwórka Radom · Aleksandra Szydło 18', 34' · Monika Płóciennik 39', 78' |  |
|                            |            |        |                                                                         |  |

| 4 listopada 2020 13.00 CET | Bronowianka Kraków · Patrycja Szarapata 23', 93' | 2:1 dogr.1:0, 1:1 | Śląsk II Wrocław · Nikola Rajchel 82' |  |
|                            |                                                  |                   |                                       |  |

| 4 listopada 2020 13.00 CET | Sokół Kobuszowa Dolna · Małgorzata Kot 62' · Adrianna Telega 90' | 2:30:3 | Trójka Staszkówka/Jelna · Aleksandra Cygan 2' · Kinga Łomako 27', 31' |  |
|                            |                                                                  |        |                                                                       |  |

| 4 listopada 2020 13.00 CET | Olimpia II Szczecin · Natalia Oleszkiewicz 10' | 1:31:1 | Respekt Myślenice · Oliwia Płachta 44' · Klaudia Rypel 48' · Maria Topa 59' |  |
|                            |                                                |        |                                                                             |  |

| 4 listopada 2020 13.00 CET | Hetmanki Włoszczowa · Wiktoria Czekała 37' | 1:71:2 | Unifreeze Górzno · Maja Kozłowska 31', 78' · Karolina Wilczyńska 40' · Agata Bała 68', 69' · Oliwia Szmytkowska 71', 76' |  |
|                            |                                            |        | |  |

| 4 listopada 2020 13.00 CET | Rysy Bukowina Tatrzańska | 0:30:1 | Loczki Wyszków · Paulina Pokraśniewicz 45', 85' · Martyna Rosa 48' |  |
|                            |                          |        |                                                                    |  |

| 4 listopada 2020 13.00 CET | Forty Piątnica | 0:80:3 | Polonia Środa Wielkopolska · Klaudia Nogalska 19' · Katarzyna Ciesiółka 23', 46', 68', 89' · Agata Ratajczak 38' · Dominika Hyży 80' · Małgorzata Ładniak 87' |  |
|                            |                |        | |  |

| 4 listopada 2020 13.00 CET | Medyk Konin · Gabriela Grzewińska 70', 90' · Olga Sirant 73' | 3:10:1 | Olimpia Szczecin · Anna Radochońska 43' |  |
|                            |                                                              |        |                                         |  |

| 4 listopada 2020 13.00 CET | Pogoń Zduńska Wola | 0:40:3 | ROW Rynik · Katarzyna Kubik 10' · Julia Krzyżok 40', 45' (k.) · Aleksandra Kurzelowska 80' |  |
|                            |                    |        |                                                                                            |  |

| 4 listopada 2020 13.00 CET | Noteć Inowrocław · Adrianna Lipowska 1' · Marta Skory 14' | 2:0 | Ślęza Wrocław |  |
|                            |                                                           |     |               |  |

| 4 listopada 2020 14.00 CET | KU-AZS UW Warszawa | 0:110:4 | UKS SMS Łódź · Anna Rędzia 5' · Dominika Gąsieniec 8', 51', 75', 82' · Adriana Achcińska 37' · Daria Kurzawa 45' · Gabriela Grzybowska 67', 77' · Paulina Filipczak 69', 90' |  |
|                            |                    |         | |  |

| 4 listopada 2020 14.30 CET | Stomilanki II Olsztyn · Sandra Gieros 4', 26' · Wioletta Tkaczyk 9' · Gabriela Bielińska 20', 23', 86' · Daria Augustyniak 33', 53', 55' | 9:06:0 | Ziemia Lubińska Czerniec |  |
|                            | |        |                          |  |

| 4 listopada 2020 15.30 CET | Wanda Nowa Huta · Izabela Frączek 26' · Paulina Stachurska 60' | 2:31:3 | Medyk II Konin · Darja Jeriemienkowa 8' · Oliwia Jaśniak 18' · Matylda Bujak 32' (k.) |  |
|                            |                                                                |        |                                                                                       |  |

| 4 listopada 2020 16.00 CET | MUKS Praga II Warszawa · Nina Warachowska 15', 51' · Marta Krukowska 41' | 3:62:1 | Tarnovia Tarnów · Julia Szostak 35' · Katarzyna Białoszewska 49', 69' · Agnieszka Derus 78' · Gabriela Krawczyk 81' · Katarzyna Trytek 87' |  |
|                            |                                                                          |        | |  |

| 4 listopada 2020 18.00 CET | AP Kotwica Kołobrzeg | 0:60:2 | AZS UJ Kraków · Weronika Wójcik 20' · Katarzyna Daleszczyk 38', 50' · Karolina Gec 71', 80' · Agnieszka Bryzek 73' |  |
|                            |                      |        | |  |

| 4 listopada 2020 18.30 CET | WAP Włocławek · Marta Filipowicz 64' | 1:70:4 | GKS Katowice · Kinga Kozak 7' · Klaudia Maciążka 9', 42', 52' · Weronika Kłoda 18' · Nađa Stanović 48', 62' |  |
|                            |                                      |        | |  |

| 4 listopada 2020 18.30 CET | MUKS Praga Warszawa | 0:60:1 | KKP Bydgoszcz · Agata Stępień 33' · Karolina Majda 46', 67' · Edyta Sobczyk 57' · Zofia Giętkowska 68' · Aleksandra Sudyk 85' |  |
|                            |                     |        | |  |

| 4 listopada 2020 19.00 CET | Ostrovia 1909 Ostrów Wielkopolski · Amelia Niedzielska 11' (sam.) · Maria Gościniak 23' · Sabina Napieralska 89' | 3:42:2 | UKS SMS III Łódź · Julia Olkiewicz 10' · Klaudia Nowak 24' · Julia Wroniarska 64', 81' |  |
|                            | |        |                                                                                        |  |

| 4 listopada 2020 19.30 CET | Prądniczanka Kraków | 0:1 dogr.0:0, 0:0 | Skra Częstochowa · Stefania Wodarz 102' |  |
|                            |                     |                   |                                         |  |

| 4 listopada 2020 20.00 CET | Unia Opole · Anastazja Nowaczek 2', 36', 82' | 3:22:1 | Pogoń Tczew · Sara Podsiadło 18' · Paulina Magulska 75' |  |
|                            |                                              |        |                                                         |  |

| 11 listopada 2020 16.00 CET | SWD Wodzisław Śląski | 0:40:2 | Górnik Łęczna · Patrícia Hmírová 22' · Ewelina Kamczyk 26', 82' · Nikola Karczewska 51' |  |
|                             |                      |        |                                                                                         |  |

| 12 listopada 2020 13.00 CET | Ząbkovia Ząbki · Milena Prochowska 38' (k.) · Anna Kodym 86' | 2:31:0 | Śląsk Wrocław · Aleksandra Przelicka 60' · Maja Jurczenko 66' · Joanna Wróblewska 90' |  |
|                             |                                                              |        |                                                                                       |  |

| 15 listopada 2020 11.00 CET | APLG Gdańsk · Klaudia Słowińska 19' · Wiktorija Chuda 63' · Kornelia Okoniewska 70' · Karolina Wierzbicka 88' · Wałentyna Tarakanowa 90' | 5:11:1 | Rolnik Biedrzychowice · Aleksandra Misiak 34' |  |
|                             | |        |                                               |  |

| 18 listopada 2020 19.00 CET | KS Raszyn · Sylwia Brzezińska 52' · Natalia Bednarczyk 87' | 2:30:2 | Piastovia Piastów · Justyna Bartman 4', 44' · Julia Chudy 77' (k.) |  |
|                             |                                                            |        |                                                                    |  |

|  | Sparta Daleszyce | 0:3 wo. | Czarni Sosnowiec |  |
|  |                  |         |                  |  |

### 1/16 finału
| 18 listopada 2020 10.00 CET | UKS SMS II Łódź | 0:10:0 | UKS SMS Łódź · Adriana Achcińska 84' |  |
|                             |                 |        |                                      |  |

| 18 listopada 2020 11.00 CET | Noteć Inowrocław · Marta Ossowska 86' | 1:70:1 | Unifreeze Górzno · Agata Bała 38', 82', 84' (k.) · Oliwia Szmytkowska 58', 69' · Maja Kozłowska 59' · Patrycja Polewska 87' |  |
|                             |                                       |        | |  |

| 18 listopada 2020 12.00 CET | Medyk II Konin · Darja Jeriemienkowa 47' (k.) · Oliwia Jaśniak 76' | 2:2 (k. 4:3)0:1, 2:2 | KSP Kielce · Magdalena Lisowska 45', 83' |  |
|                             |                                                                    |                      |                                          |  |

| 18 listopada 2020 12.00 CET | Stomilanki II Olsztyn · Paula Zawistowska 19' · Gabriela Bielińska 34' · Daria Augustyniak 61' | 3:02:0 | TKKF Stilon Gorzów Wielkopolski |  |
|                             |                                                                                                |        |                                 |  |

| 18 listopada 2020 12.00 CET | Czarni II Sosnowiec | 0:50:1 | GKS Katowice · Kasandra Parczewska 33' · Weronika Kłoda 65' · Klaudia Maciążka 78', 80' · Zofia Buszewska 90' (k.) |  |
|                             |                     |        | |  |

| 18 listopada 2020 12.00 CET | Trójka Staszkówka/Jelna · Kinga Łomako 1', 65' · Weronika Dudka 68' | 3:01:0 | Polonia Środa Wielkopolska |  |
|                             |                                                                     |        |                            |  |

| 18 listopada 2020 12.00 CET | Bronowianka Kraków | 0:60:2 | Medyk Konin · Natalia Chudzik 5' · Sandra Sałata 18' · Julia Maskiewicz 53' · Anna Gawrońska 60', 78' · Ernestina Abambila 90' (k.) |  |
|                             |                    |        | |  |

| 18 listopada 2020 12.30 CET | Czwórka Radom · Aleksandra Szydło 61' | 1:20:0 | Rekord Bielsko-Biała · Katarzyna Włodarczyk 51' · Karolina Czyż 54' |  |
|                             |                                       |        |                                                                     |  |

| 18 listopada 2020 18.30 CET | Respekt Myślenice · Karolina Topa 27', 71' · Klaudia Rypel 39' | 3:02:0 | UKS SMS III Łódź |  |
|                             |                                                                |        |                  |  |

| 18 listopada 2020 19.30 CET | Skra Częstochowa | 0:50:2 | Czarni Sosnowiec · Veronika Sluková 21' · Lilana Kostowa 23' (k.) · Milena Kowalska 54' (sam.) · Weronika Zawistowska 56' · Dżesika Jaszek 77' |  |
|                             |                  |        | |  |

| 18 listopada 2020 20.00 CET | Loczki Wyszków | 0:40:1 | Tarnovia Tarnów · Julia Szostak 28' (k.) · Gabriela Krawczyk 55', 70' · Agnieszka Derus 75' |  |
|                             |                |        |                                                                                             |  |

| 21 listopada 2020 10.00 CET | Resovia · Karolina Bednarz 19', 64' | 2:5 dogr.1:1, 2:2 | Śląsk Wrocław · Joanna Wróblewska 6' · Marcelina Buś 71', 109' · Kamila Czudecka 105' · Izabela Tracz 112' |  |
|                             |                                     |                   | |  |

| 22 listopada 2020 12.00 CET | LZS Stare Oborzyska | 0:50:3 | AZS UJ Kraków · Agnieszka Bryzek 7', 44', 47' · Katarzyna Daleszczyk 41' · Natalia Wróbel 87' |  |
|                             |                     |        |                                                                                               |  |

| 22 listopada 2020 13.00 CET | Piastovia Piastów | 0:40:1 | ROW Rybnik · Petra Zdechovanová 8' · Anna Sroka 80' · Patrycja Matla 84' · Weronika Parzych 88' |  |
|                             |                   |        |                                                                                                 |  |

| 25 listopada 2020 12.00 CET | KKP Bydgoszcz · Kinga Bużan 35' (sam.) · Aleksandra Sudyk 76' · Patrycja Salwa 83' (sam.) | 3:21:1 | APLG Gdańsk · Kornelia Okoniewska 45' · Jagoda Szewczuk 52' |  |
|                             |                                                                                           |        |                                                             |  |

| 6 grudnia 2020 13.00 CET | Unia Opole | 0:100:6 | Górnik Łęczna · Ewelina Kamczyk 23', 37', 44' · Anna Zając 31' · Nikola Karczewska 35' · Emilia Zdunek 40', 85' · Oliwia Rapacka 72' · Patrícia Hmírová 84' · Małgorzata Grec 89' |  |
|                          |            |         | |  |

### 1/8 finału
| 17 marca 2021 12.00 CET | Respekt Myślenice · Mariola Stojeba 47' | 1:20:1 | KKP Bydgoszcz · Karolina Łaniewska 9' · Mariola Stojeba 90' (sam.) |  |
|                         |                                         |        |                                                                    |  |

| 17 marca 2021 13.00 CET | Tarnovia Tarnów · Gabriela Krawczyk 58' · Gabriela Gębica 78' · Agnieszka Derus 85' | 3:10:1 | ROW Rybnik · Gabriela Gębica 25' (sam.) |  |
|                         |                                                                                     |        |                                         |  |

| 17 marca 2021 13.00 CET | Unifreeze Górzno · Natalia Żakiewicz 20' · Agata Bała 21', 51', 89' | 4:82:3 | Trójka Staszkówka/Jelna · Paulina Tomasiak 32', 33', 39', 77' · Anita Romuzga 53' · Klaudia Gniadek 64' · Paulina Piksa 79', 90' |  |
|                         |                                                                     |        | |  |

| 17 marca 2021 15.00 CET | Medyk II Konin | 0:10:0 | Rekord Bielsko Biała · Magdalena Knysak 75' |  |
|                         |                |        |                                             |  |

| 27 marca 2021 12.00 CET | UKS SMS Łódź · Anna Rędzia 34' · Klaudia Jedlińska 51', 84' | 3:01:0 | Medyk Konin |  |
|                         |                                                             |        |             |  |

| 27 marca 2021 12.00 CET | Stomilanki II Olsztyn · Gabriela Kędzia 22' · Katarzyna Kałużna 76' | 2:41:3 | Górnik Łęczna · Klaudia Lefeld 15' · Roksana Ratajczyk 25', 30' · Anna Zając 51' |  |
|                         |                                                                     |        |                                                                                  |  |

| 28 marca 2021 13.00 CET | Czarni Sosnowiec | 0:0, k.3:2 | AZS UJ Kraków |  |
|                         |                  |            |               |  |

| 28 marca 2021 13.00 CET | GKS Katowice · Zofia Buszewska 26', 31' (k.) · Klaudia Miłek 44' · Kinga Kozak 67' | 4:0 | Śląsk Wrocław |  |
|                         |                                                                                    |     |               |  |

### Ćwierćfinały
| 21 kwietnia 2021 13.00 CET | Rekord Bielsko-Biała | 0:50:4 | Górnik Łęczna · Ewelina Kamczyk 9', 48' · Nikola Karczewska 32' (k.) · Patrícia Hmírová 42' · Klaudia Lefeld 45' |  |
|                            |                      |        | |  |

| 21 kwietnia 2021 15.30 CET | UKS SMS Łódź · Anna Rędzia 4' · Dominika Gąsieniec 14' | 2:0 | GKS Katowice |  |
|                            |                                                        |     |              |  |

| 21 kwietnia 2021 16.00 CET | Tarnovia Tarnów · Katarzyna Białoszewska 27', 31' | 2:32:1 | Czarni Sosnowiec · Agnieszka Jędrzejewicz 45', 66' · Martyna Wiankowska 65' (k.) |  |
|                            |                                                   |        |                                                                                  |  |

| 21 kwietnia 2021 16.00 CET | Trójka Staszkówka/Jelna · Paulina Tomasiak 28' · Wiktoria Dudka 52' · Anita Romuzga 107' · Kinga Łomako 113' | 4:3 dogr.1:2, 2:2 | KKP Bydgoszcz · Zofia Giętkowska 33' · Ana Barjaktarović 44', 94' |  |
|                            | |                   |                                                                   |  |

### Półfinały
| 5 maja 2021 17.15 CET | Trójka Staszkówka/Jelna | 0:40:2 | UKS SMS Łódź · Dominika Gąsieniec 25' · Nadia Krezyman 45' · Tatjana Markuszewskaja 48' · Maria Zbyrad 50' |  |
|                       |                         |        | |  |

| 12 maja 2021 16.15 CET | Górnik Łęczna · Roksana Ratajczyk 25' | 1:3 | Czarni Sosnowiec · Patrícia Fischerová 14' · Martyna Wiankowska 30' · Agnieszka Jędrzejewicz 43' |  |
|                        |                                       |     |                                                                                                  |  |

### Finał
| 5 czerwca 2021 19.00 CET | Czarni Sosnowiec · Martyna Wiankowska 25' (k.) | 1:0 | UKS SMS Łódź | Stadion Polonii, Warszawa Sędzia: Ewa Augustyn |
|                          |                                                |     |              |                                                |